# Park Narodowy Bosques Petrificados de Jaramillo
Park Narodowy Bosques Petrificados de Jaramillo (hiszp. Parque nacional Bosques Petrificados de Jaramillo) – park narodowy w Argentynie położony w departamencie Deseado w prowincji Santa Cruz. Utworzony został 27 grudnia 2012 roku na bazie istniejącego tu od 1954 roku pomnika przyrody. Zajmuje obszar 785,43 km². 

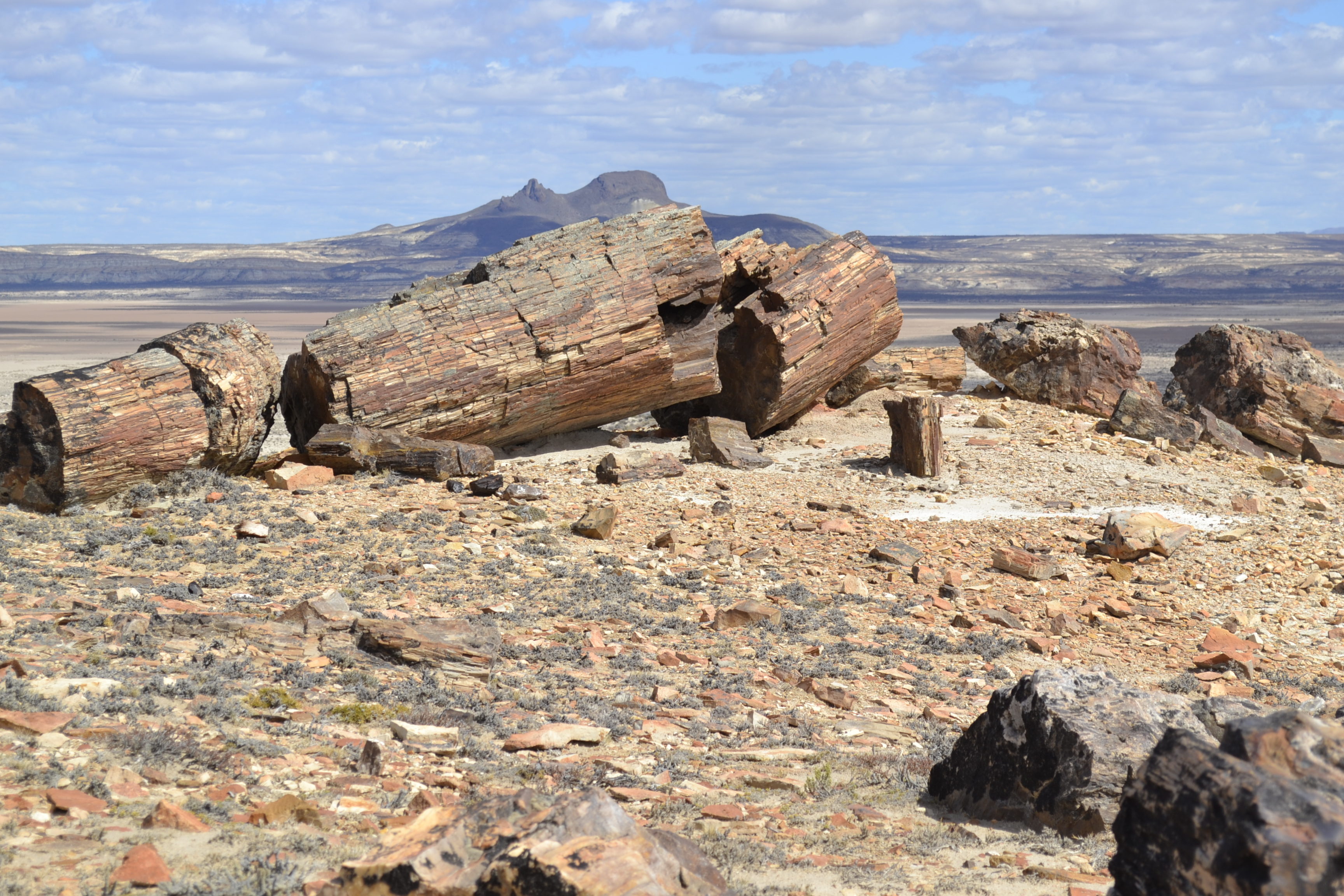

## Opis
Park obejmuje niskie płaskowyże bazaltowe na patagońskim stepie z położonym na południowym zachodzie wzgórzem Madre e Hija. Znajduje się tu największy w Ameryce Południowej skamieniały las (hiszp. bosque petrificado). 150 milionów lat temu obszar zajmowany przez park miał stabilny klimat. Rozwinęły się tutaj gęste lasy, które tworzyły głównie drzewa z wymarłego gatunku Araucaria mirabilis z rodziny araukariowate. Około 18 milionów lat temu erupcje wulkaniczne, które zapoczątkowały wypiętrzanie Andów, pokryły lasy popiołem i lawą. Część z nich uległa procesom petryfikacji. 
Klimat jest suchy i wietrzny. Średnia temperatura waha się od 18 do 20 °C. Latem osiąga maksymalnie 40 °C, a zimą –15 °C.

## Flora
Flora jest tu typowa dla stepu patagońskiego. Rośnie tu m.in. Schinus patagonica, jadłoszyn, Tunilla albisaetacens, poziomka chilijska, Acantholippia seriphioi, Mulinum spinosum, Anarthrophyllum rigidum, Cortaderia araucana, Berberis cuneata.

## Fauna
Na terenie parku żyją co najmniej 22 gatunki ssaków. Są to m.in.: nibylis argentyński, puma płowa, Leopardus pajeros, nibylis andyjski, mara patagońska, opośnik patagoński, skunksowiec patagoński, pancernik mały i gwanako andyjskie.
Żyje tu też 85 gatunków ptaków, takich jak np.: nandu plamiste, karakara czubata, czajka miedziana, aguja rdzawogrzbieta, kusoń patagoński, puchacz magellański.